# Walisische Badmintonmeisterschaft 2014
Die Walisische Badmintonmeisterschaft 2014 fand am 1. und 2. Februar 2014 in Cardiff statt.

## Medaillengewinner
| Disziplin    | Gold                        | Silber                  | Bronze                              |
| ------------ | --------------------------- | ----------------------- | ----------------------------------- |
| Herreneinzel | Daniel Font                 | Tsung Fong Mo           | Matthew Vacher                      |
| Herreneinzel | Daniel Font                 | Tsung Fong Mo           | Grant Weir                          |
| Dameneinzel  | Carissa Turner              | Aimee Moran             | Jordan Hart                         |
| Dameneinzel  | Carissa Turner              | Aimee Moran             | Vikki Jones                         |
| Herrendoppel | Daniel Font Oliver Gwilt    | Joe Morgan Nic Strange  | Dominic Brown Nick Ward             |
| Herrendoppel | Daniel Font Oliver Gwilt    | Joe Morgan Nic Strange  | Martyn Lewis Michael Lewis          |
| Damendoppel  | Sarah Thomas Carissa Turner | Vikki Jones Aimee Moran | Ellen Mahenthiralingam Alice Palmer |
| Mixed        | Daniel Font Sarah Thomas    | Nic Strange Jordan Hart | James Phillips Vikki Jones          |
| Mixed        | Daniel Font Sarah Thomas    | Nic Strange Jordan Hart | Martyn Lewis Emilie Gwilt           |